# 밀러긴혀박쥐
밀러긴혀박쥐(Glossophaga longirostris)는 주걱박쥐과(신세계잎코박쥐류)에 속하는 박쥐의 일종이다. 남아메리카와 소앤틸리스 제도의 윈드워드 제도에서 발견된다. 브라질 북부와 베네수엘라, 콜롬비아, 가이아나, 트리니다드 토바고, 그레나다, 네덜란드령 안틸레스 그리고 미국령 버진아일랜드에서 서식한다.